# Смит, Чарльз (баскетболист, 1967)
Чарльз Эдвард Смит IV (англ. Charles Edward Smith IV; родился 29 ноября 1967) ― бывший американский профессиональный баскетболист, который играл за «Бостон Селтикс» и «Миннесоту Тимбервулвз» в НБА.

## Колледж
Смит родился в Вашингтоне, округ Колумбия, где он учился в школе Алл Сэинтс. Когда он выступал в составе команды Джорджтаунского университета, его назвали баскетболистом года конференции Big East во время сезона 1988-89 года.
Смит также сыграл в 1988 году в составе мужской Олимпийской баскетбольной команды США, последней американской команды, в составе которой не было профессиональных игроков. Игроки были удостоены бронзы.

## Профессиональная карьера
После его учёбы в колледже, Смит не был выбран на драфте НБА 1989 года. Но в НБА он играл за клубы «Бостон Селтикс» и «Миннесота Тимбервулвз».

## Осуждение за убийство
12 марта 1992 года Смит был осуждён за убийство и скрытие с места преступления: 22 марта 1991 года им были убиты два студента Бостонского университета. Впоследствии он отбывал срок в тюрьме.

## Стрельба
21 октября 2010 года Смиту выстрелили дважды в грудь у него дома в Боуи, штат Мэриленд. Смит был прооперирован и выжил. На следующий день в его доме полицейские обнаружили «большое количество кокаина и доказательства проведения игорной деятельности».

## Статистика

### Статистика в НБА
| Сезон                                                                                    | Команда   | Регулярный сезон | Регулярный сезон | Регулярный сезон | Регулярный сезон | Регулярный сезон | Регулярный сезон | Регулярный сезон | Регулярный сезон | Регулярный сезон | Регулярный сезон | Регулярный сезон | Серия плей-офф | Серия плей-офф | Серия плей-офф | Серия плей-офф | Серия плей-офф | Серия плей-офф | Серия плей-офф | Серия плей-офф | Серия плей-офф | Серия плей-офф | Серия плей-офф |
| Сезон                                                                                    | Команда   | GP               | GS               | MPG              | FG%              | 3P%              | FT%              | RPG              | APG              | SPG              | BPG              | PPG              | GP             | GS             | MPG            | FG%            | 3P%            | FT%            | RPG            | APG            | SPG            | BPG            | PPG            |
| ---------------------------------------------------------------------------------------- | --------- | ---------------- | ---------------- | ---------------- | ---------------- | ---------------- | ---------------- | ---------------- | ---------------- | ---------------- | ---------------- | ---------------- | -------------- | -------------- | -------------- | -------------- | -------------- | -------------- | -------------- | -------------- | -------------- | -------------- | -------------- |
| 1989/90                                                                                  | Бостон    | 60               | 0                | 8,7              | 44,4             | 0,0              | 69,7             | 1,2              | 1,7              | 0,6              | 0,1              | 2,9              | 3              | 0              | 3,0            | 50,0           | -              | -              | 0,3            | 1,0            | 0,3            | 0,0            | 0,7            |
| 1990/91                                                                                  | Бостон    | 5                | 0                | 6,0              | 42,9             | -                | 60,0             | 0,4              | 1,2              | 0,2              | 0,0              | 1,8              | Не участвовал  | Не участвовал  | Не участвовал  | Не участвовал  | Не участвовал  | Не участвовал  | Не участвовал  | Не участвовал  | Не участвовал  | Не участвовал  | Не участвовал  |
| 1995/96                                                                                  | Миннесота | 8                | 0                | 4,9              | 30,0             | 0,0              | 0,0              | 0,6              | 0,8              | 0,1              | 0,0              | 0,8              | Не участвовал  | Не участвовал  | Не участвовал  | Не участвовал  | Не участвовал  | Не участвовал  | Не участвовал  | Не участвовал  | Не участвовал  | Не участвовал  | Не участвовал  |
|                                                                                          | Всего     | 73               | 0                | 8,1              | 43,3             | 0,0              | 67,5             | 1,0              | 1,6              | 0,5              | 0,0              | 2,5              | 3              | 0              | 3,0            | 50,0           | -              | -              | 0,3            | 1,0            | 0,3            | 0,0            | 0,7            |
| Наведите курсор мыши на аббревиатуры в заголовке таблицы, чтобы прочесть их расшифровку. |           |                  |                  |                  |                  |                  |                  |                  |                  |                  |                  |                  |                |                |                |                |                |                |                |                |                |                |                |

### Статистика в NCAA
| Сезон | Команда    | Conf     | Class | GP  | GS | MPG  | FG%  | 3P%  | FT%  | RPG | APG | SPG | BPG | PPG  |
| --- | ---------- | -------- | ----- | --- | -- | ---- | ---- | ---- | ---- | --- | --- | --- | --- | ---- |
| 1985/86 | Джорджтаун | Big East | FR    | 30  | 0  | 8,1  | 47,5 |      | 75,6 | 1,0 | 0,8 | 0,6 | 0,1 | 3,0  |
| 1986/87 | Джорджтаун | Big East | SO    | 33  | 2  | 15,6 | 42,0 | 38,0 | 64,5 | 1,5 | 1,0 | 1,1 | 0,1 | 6,7  |
| 1987/88 | Джорджтаун | Big East | JR    | 30  | 16 | 29,0 | 42,7 | 34,6 | 77,0 | 3,3 | 2,5 | 2,4 | 0,0 | 15,7 |
| 1988/89 | Джорджтаун | Big East | SR    | 33  | 33 | 33,7 | 49,8 | 40,4 | 78,3 | 3,6 | 5,1 | 1,8 | 0,1 | 18,7 |
| Всего | Всего      | Всего    | Всего | 126 | 51 | 21,7 | 45,7 | 37,1 | 75,4 | 2,4 | 2,4 | 1,5 | 0,1 | 11,1 |
| Наведите курсор мыши на аббревиатуры в заголовке таблицы, чтобы прочесть их расшифровку Статистика приведена с сайта sports-reference.com |            |          |       |     |    |      |      |      |      |     |     |     |     |      |